# 전관예우
전관예우(前官禮遇)란 행정관청, 법원 등의 공공기관이 해당기관에서 근무하다 퇴직한 공직자, 특히 고위직을 지낸 전직 공직자를 전 동료이자 선배로서 예우하고, 그에 따라 전직 공직자가 공공기관의 업무에 계속하여 영향력을 가지게 되는 현상을 말한다. 한편 이러한 영향력을 기대하고서 민간은 퇴직한 공직자를 높은 연봉을 줘가면서 고용하기도 하고, 또는 전직 공직자에게 많은 수임료를 주고 해당 공직자가 근무했던 공공기관과 관계된 사건의 자문, 소송, 기타 해결을 의뢰하기도 하는데, 이러한 현상까지 포함하는 의미로 사용되기도 한다. 대한민국에 있어선 부패의 사슬로 지적되고 있다.
가족이나 측근ㆍ전직 행정 관료 등은 알선수재로 처벌이 이루어지는 반면 변호사는 합법적인 변호사 선임과 재량권으로 거래가 이루어진다.

## 전관예우의 문제점
민간에선 전관예우를 기대하며, 전직 공직자를 높은 연봉을 주고 고용한다. 혹은 많은 돈을 주고 공공기관의 업무와 관계된 사건을 의뢰하기도 한다. 한편 높은 연봉이나 많은 돈을 받은 전직 공직자는 그 값어치를 해야 하기 때문에 공공기관에 대하여 영향력을 미치려하기도 하고, 그 과정에서 부정한 청탁이나 로비가 일어나기도 한다. 설령 전직 공직자가 부정한 청탁이나 로비를 하지 않더라도, 공공기관에서 먼저 알아서 전직 공직자의 업무의 편의를 봐주는 경우도 있다. 이에 따라 공공기관 업무의 공정성과 신뢰성이 훼손되고, 그 피해는 고스란히 국민이 입게 된다.

## 전관예우 방지법
퇴직 법관에 대한 전관예우를 방지하기 위해서 대한변호사협회는 퇴직(사법연수생과 병역의무를 이행하기 위하여 군인ㆍ공익법무관 등으로 근무한 자는 제외한다)하여 변호사 개업을 한 자는 퇴직일부터 2년 동안 수임한 사건에 관한 수임 자료와 처리 결과를 대통령령으로 정하는 기간마다 소속 지방 변호사회에 제출하여야 하고, 그 지방변호사회는 제출받은 자료를 윤리협의회에 제출하도록 변호사법이 규정하고 있다. (변호사법 제89조의4)

## 관련 사건

### 차한성 전 대법관 변호사 등록거부 사건
2015년. 대한변호사협회가 전관예우 근절을 명분으로 차한성 전 대법관의 변호사 개업신고를 수리하지 않겠다고 밝혔다

### 정동기 감사원장 후보자 낙마
2011년, 이명박정부에서 감사원장으로 내정된 정동기 내정자가 법무법인 바른에서 7개월간 7억의 수임료를 받는 등의 전관예우 논란으로 낙마하였다.

### 안대희 국무총리 후보자 낙마
2014년, 박근혜정부에서 국무총리로 내정된 안대희 내정자가 변호사로 활동하면서 5개월간 16억의 수임료를 받는 전관예우 등의 논란으로 낙마하였다.

## 같이 보기
- 올드보이 네트웍(영어판)
- 법조윤리
- 김홍수 게이트
- 의정부 법조 비리 사건
- 꽌시
- 대나무 네트워크